# عقوبات تكميلية
العقوبات التكميلية هي العقوبة التي تضاف للعقوبة الأصلية بهدف الحصول علي مزيد من الردع والإصلاح وكذلك بهدف الوقاية مستقبلا من الجريمة. وهذا الهدف الأخير هو الذي يكسي العقوبة طبيعة مزدوجة، إذ بالرغم من التنصيص عليها على أنها مجرد عقوبات لا غير، فهي في الواقع في أن واحد عقوبات وتدابير وقائية.
وهذه الصبغة الوقائية جعلت بعض شراح القانون يعتبرون العقوبات التكميلية مجرد تدابير وقائية ويبحثون في موضوعها علي أنها كذلك لا غير .

## العقوبات التكميلية المقيدة للحرية
وهي عقوبات تفقد المحكوم عليه شيئا من حريته وتفرض عليه قيود أو التزامات .

### منع الإقامة والمراقبة الإدارية
منع الإقامة هو حكم بالإبعاد للجاني ومنعه خلال مدة معينة من الإقامة بمدينة أو منطقة معينة وإلزامه بالإقامة بمكان أخر تحدده المحكمة ، ويمنع عليه في مابعد مغادرته دون رخصة . والمكان الذي تمنع عادة الإقامة به هو مكان ارتكاب الجرم أو المكان الذي يعتبر فيه المجرم خطرا علي النظام العام أو الذي تكون فيه للمجرم علاقت مشبوهة بغيره من المجرمين .
أما المراقبة الإدارية فتتمثل في إخضاع المحكوم عليه للمراقبة من طرف إدارة الأمن التابع لدائرتها مقر المحكوم عليه خلال مدة محددة وبمكان محدد، ويمكن أن تقرر إدارة الأمن منع المحكوم عليه من مغادرة مقره دون إذن مسبق سواء في مقره الأصلي أو في مكان أخر.
لكونهما عقوبتان تكميليتان للعقوبة الأصلية، فإن تنفيذهما يبدأ مع هذه الأخيرة، وبداية من هذا التنفيذ وخلال كامل فترة المنع بجب علي المحكوم الامتثال لما تلزمه به الإدارة من واجبات وإلا عرض نفسه للعقوبات السجنية.

### الإقصاء
عقوبة تكميلية مقيدة للحرية تتمثل في إيداع المحكوم عليه بمؤسسة ذات نظام خاص تسمح بتقويم الانحراف . ونظرا لشدة هذه العقوبة وخطورتها علي حرية المحكوم عليه فإنه علي خلاف العقوبات التكملية الأخري، لا يمكن الحكم بها إلا بموجب قانون خاص ينظمها ويلزم القاضي بالحكم بها.وعادة مايمنع الحكم بها علي النساء والذكور الذين لم يبلغوا سن العشرين سنة.وتكون مدتها غير محددة وتحت إشراف النيابة العمومية بعد قضاء الجاني للعقوبة السجنية الرئيسية.

## العقوبات التكميلية ذات الطبيعة المالية
مثل مصادرة المكاسب في حجز كل أو جزء من أموال الجاني وجعلها ملكا للدولة، ولايسمح بتنفيذ هذه العقوبة إلا في حالات خاصة حددها القانون نظرا لخطورتها وتسلطها علي الأموال، فمجالات تنفيذها محدودة تنحصر في أغلبها علي الجرائم المتعلقة بالمنافسة والأسعار والجرائم الإرهابية .

## العقوبات التكميلية ذات الصبغة التأدبية

### الحرمان من مباشرة بعض الحقوق والامتيازات
تتمثل أساسا في الحرمان من تقلد الوظائف العمومية وبعض المهن الحرة مثل مهنة المحاماة والطب، أو أن يكون خبيرا لدي المحاكم أو عدل إشهاد أو تنفيذ أو أن يشتغل بمؤسسة تربوية أو أن يكون شاهدا في قضية، وكل هذا علي سبيل الذكر لا الحصر، كما يمكن أن يحرم المحكوم عليه من حق حمل السلاح أو تجريده من الأوسمة الشرفية المسندة إليه إن وجدت حاضرا أو مستقبلا وحق الانتخاب والاقتراع ناخبا أو منتخبا وطنيا أو محليا.

### نشر مضمون الحكم
أي نشر حكم الإدانة للعموم وتأمر به المحكمة وتحدد قيمة مصاريفه وتلزم المحكوم عليه بدفعها وخلاصها وللمحكمة سلطة تقديرية في ذلك نظرا لغياب تشريع ينص عليه.